# Mimoperadectes
Mimoperadectes es un género de marsupial didelfimorfo extinto, encontrado en depósitos del Eoceno de América del Norte.

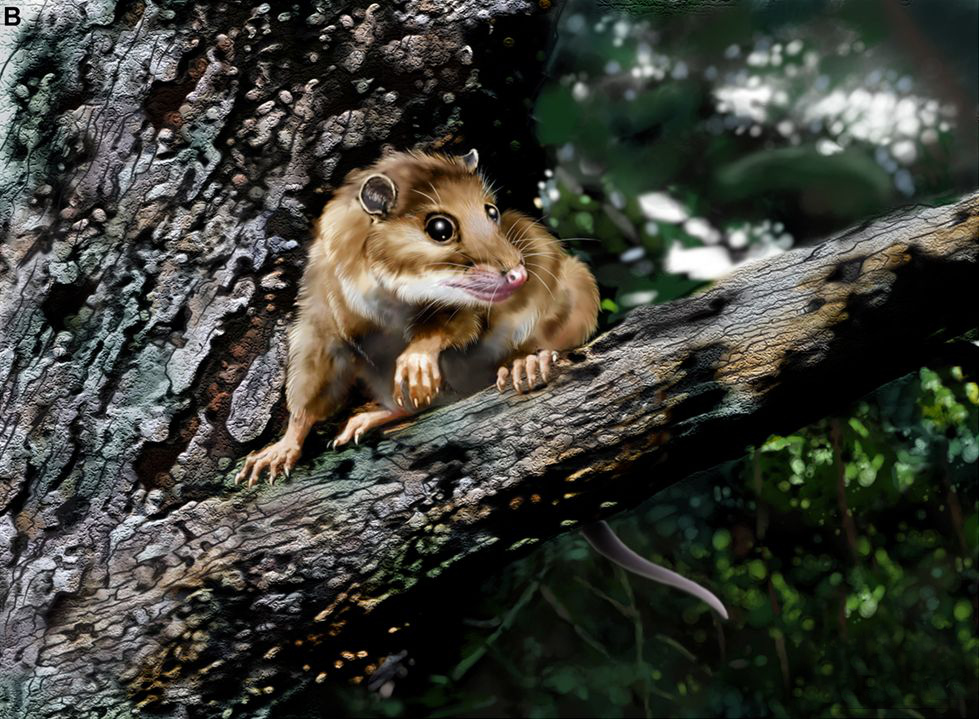
Reconstrucción